# Louis-Paul Guitay
Louis-Paul Guitay (1940-2018) est un inventeur et entrepreneur français qui a mis au point le premier appareil qui reproduit mécaniquement le mouvement du palper-rouler.

## Biographie
Né le 21 mars 1940, Louis-Paul Guitay est victime en 1985 d’un accident de la route. Il suit des séances auprès de kinésithérapeutes pour traiter des douleurs cervicales. Il observe alors que l’efficacité de la technique manuelle du palper-rouler est variable (fatigue du praticien, reproductibilité du geste, zones difficiles à atteindre) et commence à imaginer un appareil capable de mécaniser et d’améliorer la technique du palper-rouler pour augmenter l’efficacité des soins.
Après plusieurs années de mise au point et de tests avec des kinésithérapeutes, il lance un appareil de stimulation des cellules à travers un palper-rouler mécanique destiné au massage du corps humain. Cet appareil connait un véritable succès dans le domaine des soins esthétiques.
Au début des années 1990, son approche fondée sur l’endermologie est adoptée par les professionnels de l’esthétique qui constatent ses effets sur la cellulite, les graisses localisées et la trophicité (qualité) de la peau.
Il décède le 23 novembre 2018 d’un accident d’hélicoptère.

## LPG
La société LPG est créée pour commercialiser son invention et se consacre à la recherche et au développement de technologies. Cette société, spécialisée dans la stimulation cellulaire, est rachetée par le groupe Carlyle en 2018.